# بيرسي منزيس
بيرسي منزيس هو عسكري كندي، ولد في 26 أبريل 1888، وتوفي في 26 ديسمبر 1948.